# Rougeotiana harmonica
Rougeotiana harmonica là một loài bướm đêm trong họ Noctuidae.